# Ilona Grandke
Ilona Grandke (* 24. September 1943 in Breslau) ist eine deutsche Schauspielerin, Sängerin und Synchronsprecherin.

## Leben
Ilona Grandke absolvierte von 1960 bis 1962 eine Schauspielausbildung an der Hochschule für Film und Fernsehen „Konrad Wolf“ in Babelsberg. Während dieser Zeit gab sie am Hans Otto Theater Potsdam als „Mascha“ in Leo Tolstois Der lebende Leichnam ihr Bühnendebüt. Weitere Theaterstationen waren Bautzen, Dessau sowie die Volksbühne Berlin.
Seit den 1960er Jahren trat sie zudem als Sängerin mit eigenen Liederabenden auf und ging auf Tournee. Außerdem übernahm sie regelmäßig Rollen in Film- und Fernsehproduktionen. Sie verkörperte die „Madame Pompadour“ in Neunundzwanzig Grad im Schatten und spielte in erfolgreichen Serien und Reihen wie Polizeiruf 110, Der Staatsanwalt hat das Wort und Aber Vati!.
1982 siedelte Ilona Grandke in die Bundesrepublik Deutschland über. Dort spielte sie in München Theater und arbeitete für Fernsehproduktionen wie Tatort, Freunde fürs Leben und Fest im Sattel. In der Serie Münchener Freiheit spielte sie eine der Hauptrollen.
Als Synchronsprecherin lieh sie ihre Stimme international bekannten Schauspielerinnen wie Jeanne Moreau in Die Zeit die bleibt, Shohreh Aghdashloo in Der Exorzismus von Emily Rose, Helen Shaver in Der Hexenclub, Lily Tomlin in Flirting with Disaster – Ein Unheil kommt selten allein und Pam Ferris in Harry Potter und der Gefangene von Askaban. Nach dem Tod von Rose-Marie Kirstein wurde Ilona Grandke zudem die zweite deutsche Stimme von „Lt. Uhura“ Nichelle Nichols in den für Sat.1 synchronisierten Folgen von Raumschiff Enterprise sowie in den Kinofilmen Star Trek IV: Zurück in die Gegenwart, Star Trek V: Am Rande des Universums, Star Trek VI: Das unentdeckte Land, Snow Dogs und Sind wir schon da?.
1998 wurde Ilona Grandke für die Sendereihe Lebenslinien des Bayerischen Rundfunks porträtiert. Der Film mit dem Titel „Ich bin eine Fremde im eigenen Land“ wurde für den Prix d‘Europa der Menschenrechte nominiert.
Ilona Grandke war mit dem Schauspieler, Drehbuchautor und Regisseur Jürgen Pörschmann verheiratet, der 1979 starb.

## Filmografie (Auswahl)
- 1963: Jetzt und in der Stunde meines Todes
- 1973: Ein gewisser Katulla (Fernsehtheater Moritzburg)
- 1974: Schultze mit tz
- 1975: Der Staatsanwalt hat das Wort: Geschiedene Leute (TV-Reihe)
- 1976: Polizeiruf 110: Bitte zahlen (TV-Reihe)
- 1977: Wen der Hafer sticht
- 1977: Polizeiruf 110: Vermißt wird Peter Schnok (TV-Reihe)
- 1979: Liebling, du irrst
- 1979: Neunundzwanzig Grad im Schatten
- 1979: Der Staatsanwalt hat das Wort: Konsequenzen
- 1980: Ein Vormittag im Hause Körner
- 1980: Unser Mann ist König (TV-Serie)
- 1982: Polizeiruf 110: Schranken (TV-Reihe)
- 1985: Münchener Freiheit (TV-Serie)
- 1986: Süchtig
- 1996: Tatort: Schneefieber
- 1996: Alle haben geschwiegen
- 2014: In der Galerie (Kurzfilm)

## Synchronrollen (Auswahl)

### Filme
- 1986: Star Trek IV: Zurück in die Gegenwart – Nichelle Nichols als Nyota Uhura
- 1988: Ab heute sind wir makellos – Lauren Hutton als Barbara Norton
- 1989: Goldeneye – Der Mann, der James Bond war – Freda Dowie als Harley Street Doctor
- 1990: Star Mac – Barbara Becker als Uhura
- 1991: Star Trek VI: Das unentdeckte Land – Nichelle Nichols als Nyota Uhura
- 1991: Addams Family – Maureen Sue Levin als Flora Amor
- 1994: Blankman – Lynne Thigpen als Großmutter Walker
- 1997: Jungle Emperor Leo – Haru Endou als Große Mutter
- 2000: Mahler – Rosalie Crutchley als Marie Mahler
- 2000: Girls United – Aloma Wright als Pauletta
- 2001: Inu Yasha – Affections Touching Across Time – Hisako Kyouda als Kaede
- 2002: Snowdogs – Acht Helden auf vier Pfoten – Nichelle Nichols als Amelia Brooks
- 2003: Das Schloss im Himmel – Kotoe Hatsui als Dora
- 2004: Harry Potter und der Gefangene von Askaban – Pam Ferris als Tante Magda Dursley
- 2004: Street Style – Esther Scott als Grandma
- 2005: Der Exorzismus von Emily Rose – Shohreh Aghdashloo als Dr. Adani
- 2005: Die Zeit die bleibt – Jeanne Moreau als Laura
- 2006: Das verrückte Familienfest – Maya Angelou als Tante Mary
- 2008: Ein Schloss in Schweden – Jeanne Moreau als Agathe Falsen
- 2009: Hannah Montana – Der Film – Margo Martindale als Ruby
- 2010: Paris Express – Claire Maurier als Expertin
- 2012: Das verlorene Labyrinth – Janet Suzman als Esclarmonde
- 2013: Philomena – Barbara Jefford als Schwester Hildegard

### Serien
- 1987–1993: Raumschiff Enterprise – Nichelle Nichols als Lt. Nyota Uhura
- 1990–1996: Roseanne – Adilah Barnes als Anne–Marie Mitchell (1. Stimme)
- 1995–1996: Sailor Moon – Noriko Uemura als Königin Metallia
- 2002–2005: South Park – Trey Parker als Ms. Diane Choksondik
- 2002–2009: Will & Grace – Shelley Morrison als Rosario
- 2003–2005: Inu Yasha – Hisako Kyouda als Kaede
- 2004: The Guardian – Retter mit Herz – Denise Dowse als Richterin Rebecca Damsen
- 2005: Die Prouds – Jo Marie Payton–Noble als Suga Mama Proud
- 2005–2010: Family Guy – Phyllis Diller als Thelma Griffin
- seit 2010: Family Guy – Mike Henry als Consuela
- 2012–2019: Once Upon a Time – Es war einmal ... – Beverley Elliott als Granny